# Peter Stewart
Peter John Stewart (8 agosto 1947) è un ex mezzofondista britannico.

## Palmarès

### Europei indoor
- 1 medaglia:
  - 1 oro (Sofia 1971 nei 3000 metri piani)

## Altre competizioni internazionali
1972
- Bronzo al DN Galan ( Stoccolma), miglio - 3'57"4